# Trupanea helota
Trupanea helota
 es una especie de insecto díptero que Erich Martin Hering describió científicamente por primera vez en 1941.
Esta especie pertenece al género Trupanea de la familia Tephritidae.